# Hypnale hypnale
Hypnale hypnale es una serpiente venenosa especie endémica de la India y Sri Lanka. Ninguna subespecie es reconocida en la actualidad.

## Descripción

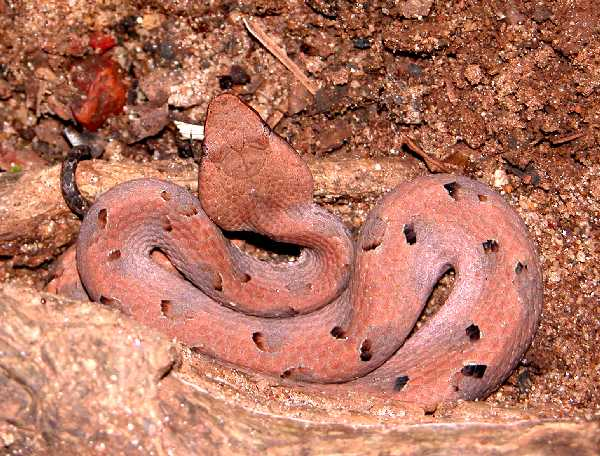
H. hypnale, in Shendurney Wildlife Sanctuary, Kerala, India.

H. hypnale tiene un tamaño en promedio de 30–45 cm de largo total.
Su contextura es la de una típica viperida con un cuerpo compacto y cabeza ancha. La nariz es puntiaguda y dirigida hacia arriba, terminada en una protuberancia. La escamas frontales, supraoculares y flancos son largas, pero en la nariz son pequeñas e irregulares.
El patrón de colores es grisáceo con manchas de color marrón fuerte, superpuesto por una fila doble de largas manchas oscuras. La barriga es marrón o amarillento con manchado oscuro. La punta de la cola es amarilla o rojiza.

## Rango geográfico
Se encuentra en India peninsular hacia los Ghats Occidentales tan al norte como 16° N, y en Sri Lanka, de acuerdo a M.A.Smith (1943). La especie tipo se encuentra en Castle Rock, Karnataka, India.

## Hábitat
Se encuentra entre la densa jungla y plantaciones de café en áreas empinadas.

## Comportamiento
H. hypnale está activa durante la temprana mañana y la noche. Pasa el día en una cama de hojas y arbustos tupidos. Esta especia se le puede encontrar en la orilla de arroyos tendida durante el amanecer. Aunque se mueve lentamente, es capaz de ataques rápidos. Tiene un carácter irritable y vibra su cola cuando esta airada,, un comportamiento similar en otras vívoras, especialmente cascabel del género Crotalo y  Sistrurus. Se le ha descrito como nocturna, terrestre, y agresiva cuando es molestada.

## Veneno
La mordida de esta especie, aunque previamente se creía era inocuo, se conoce causa serias complicaciones tales como coagulopatia e insuficiencia renal aguda (FRC). De no ser tratado dentro de pocas hora, la mordida puede ser fatal para los seres humanos.

## Reproducción
Las hembras adultas dan prole desde marzo hasta julio. El tamaño de los machos está entre los 4 a 17, y los recién nacidos de 13-14.5 cm (5⅛-5¾ pulgadas)de largo.

## Nombre común
- Víbora hocicuda.[3][4]